# Elise Cowen
Elise Nada Cowen (31. juli 1933 – 1. februar 1962) var en amerikansk digter og en del af beatgenerationen.
Cowen begyndte at skrive digte i en ung alder og var begejstret for digtere som T. S. Eliot, Ezra Pound og Dylan Thomas.
Mens hun gik på Bernard College i begyndelsen af 1950'erne, blev hun venner med Joyce Johnson (der på det tidspunkt hed Joyce Glassman). Det var også i den periode, at hun mødte Allen Ginsberg. De fandt ud af, at de havde en fælles bekendt, Carl Solomon, som de hver især havde mødt, mens de havde været indlagt på en psykiatrisk afdeling. Cowen og Ginsberg havde en affære i foråret og sommeren 1953, men det var også på det tidspunkt, at Ginsberg begyndte at udleve sin homoseksualitet, så forholdet gik gradvist i opløsning. Men Cowen forblev følelsesmæssigt forbundet til Ginsberg resten af livet.
I februar 1956 flyttede hun sammen med sin kæreste, Sheila, ind i en lejlighed sammen med Ginsberg og Peter Orlovsky. På det tidspunkt arbejde Cowen som tastedame. Efter at være blevet fyret flyttede hun til San Francisco for at opleve det gryende beat-miljø. Mens hun boede i San Francisco, blev hun gravid, men da hun ikke kunne få en abort, valgte hun at få livmoderen fjernet. Hun vendte tilbage til New York, tog endnu en tur til Californien for derefter at slå sig permanent ned på Manhattan.
Cowen led hele sit liv af depressioner og fik i stigende grad alvorlige mentale sammenbrud og endte med at blive indlagt med leverbetændelse og psykose. Hun udskrev sig selv imod lægernes anbefaling og vendte tilbage til sine forældres lejlighed, hvor hun begik selvmord ved at kaste sig ud gennem et lukket vindue og falde syv etager. Efter hendes død ødelagde hendes forældre alle hendes skriverier. Et antal digte, som lå i en kasse hos hendes ven Leo Skir, er dog blevet udgivet. Cowen har en fremtrædende plads i Joyce Johnsons bog Minor Characters.